# A testament of time
A testament of time is het derde studioalbum van Gordon Giltrap. 
Na het verlaten van de band Accoalde solliciteerde Giltrap op een advertentie van een andere band. Met zijn drie albums en gitaar toog Giltrap naar de voorspeeldag, maar hij hoefde niet voor te spelen. Het was duidelijk, hij was een goed gitarist en hij paste niet in een band. Degenen die moesten beslissen waren Miles Copeland en John Sherry, die Giltrap als management onder hun hoede namen. Hij mocht onder hun leiding een plaat opnemen, als muziekproducent werd Derek Lawrence gekozen. Giltrap was toch wel enigszins verbaasd, want Lawrence was bekend van Wishbone Ash, wel een gitaarband, maar met hardrock een heel ander genre. Van het management moest Giltrap eerst maar eens achter ondersteuning aan; dat werd orkestrator en toetsenist Del Newman. De samenwerking verliep uitstekend en zo bevond Giltrap zich in de De Lane Lea Studios met hardrockproducent Lawrence en dito geluidstechnicus Martin Birch.
Al die hardrockers bleken van weinig invloed op Giltrap, die volhardde in zijn eigen stijl, folkachtige singer-songwriter met af en toe een uitstapje naar rock. Bij de heruitgave van het album op compact disc, noemde Giltrap het nog steeds letterlijk A testament of time.  

## Musici
- Gordon Giltrap – zang, gitaar
- Chris Lawrence – contrabas
- Del Newman – strijkarrangementen, synthesizers

## Muziek
| Nr. | Titel             | Duur |
| --- | ----------------- | ---- |
| 1.  | Starting all over | 5:39 |
| 2.  | Candlelight lady  | 1:35 |
| 3.  | Harlequin         | 2:55 |
| 4.  | Gypsy             | 4:43 |
| 5.  | Catwalk blues     | 2:04 |
| 6.  | Lady Jae          | 3:58 |
| 7.  | The entertainer   | 2:42 |
| 8.  | Gethsemane        | 3:32 |
| 9.  | Cycle             | 4:40 |
| 10. | King’s ransom     | 2:17 |